# Ёнасиро, Джордж
Джордж Ёнасиро (яп. 与那城 ジョージ Ёнасиро Дзё:дзи, род. 28 ноября 1950, Сан-Паулу) — бразильский и японский футболист.

## Карьера
На протяжении своей футбольной карьеры выступал за клуб «Ёмиури».

## Национальная сборная
В 1985 году сыграл за национальную сборную Японии 2 матча.

## Статистика за сборную
| Сборная Японии | Сборная Японии | Сборная Японии |
| Год            | Матчи          | Голы           |
| -------------- | -------------- | -------------- |
| 1985           | 2              | 0              |
| Итого          | 2              | 0              |

## Достижения

### Командные
- Джей-лиги: 1983, 1984
- Кубок Императора: 1984

### Индивидуальные
- Включён в сборную Джей-лиги: 1979, 1980, 1981, 1983, 1984